# Geir Zahl
Geir Zahl, född 19 maj 1975 i Bryne i Rogaland fylke i Norge, är en norsk musiker. Han är gitarrist i det norska rockbandet Kaizers Orchestra. Zahl har skrivit några av bandets låtar och har också sjungit på några av dem på album och konsert. I bandsammanhang presenteras han ofta under namnet Geir «Hellraizer» Kaizer.
Tillsammans med Janove Ottesen fick han 2002 det norska musikpriset Edvard-prisen i klassen populärmusik - rock for Kaizers-albumet Ompa til du dør.
2007 gav han ut sitt första soloalbum Nice for a Change där han har med sig musiker som Christer Knutsen, Pål Hausken och Bård Halsne.

## Diskografi
Studioalbum med gnom
- Mys (1998)

Studioalbum med Zahl
- Nice for a Change (2007)

Studioalbum med Uncle Deadly
- Monkey Do (2010)